# A Symphonic Journey
A Symphonic Journey es un álbum en vivo de la banda de rock progresivo británica Renaissance, editado en el 2018 y publicado tanto en CD como en DVD.
Este trabajo fue grabado y filmado el 27 de octubre del 2017, en el Keswick Theatre de Glenside, Pensilvania en Estados Unidos.
Al igual que otros registros en vivo del grupo, la banda se hizo acompañar de una orquesta llamada para esta ocasión como Renaissance Chamber Orchestra. 
De los músicos participantes, solamente la vocalista Annie Haslam fue parte de la formación clásica de la agrupación en los setenta. Asimismo, en el repertorio se incluyó el tema "Island" del primer disco en estudio homónimo Renaissance de 1969, el cual fue cantando originalmente por Jane Relf, la primera vocalista del grupo. 

## Lista de canciones
Disco 1
1. "Prologue" (7:15) 
2. "Trip to the Fair" (10:54) 
3. "Carpet of the Sun" (3:45) 
4. "At the Harbour" (7:42)
5. "Grandine Il Vento" (6:48)
6. "Symphony of Light" (12:45)
Disco 2
1. "Kalynda" (3:55) 
2. "Island" (5:57)
3. "Mother Russia" (9:55)
4. "Song for All Seasons" (10:58)
5. "Ashes Are Burning" (16:15)
DVD
1. "Prologue" (7:25)
2. "Trip to the Fair" (10:54)
3. "Carpet of the Sun" (3:45)
4. "At the Harbour" (7:42)
5. "Grandine Il Vento" (6:48)
6. "Symphony of Light" (12:45)
7. "Kalynda" (3:55)
8. "Island" (5:57)
9. "Mother Russia" (9:55)
10. "Song for All Seasons" (10:58)
11. "Ashes Are Burning" (16:15)

## Integrantes
- Annie Haslam - voz principal
- Mark Lambert - guitarra, coros
- Rave Tesar - teclados
- Geoffrey Langley - teclados, coros
- Leo Traversa - bajo, coros
- Charles Descarfino - batería, percusiones, coros

Renaissance Chamber Orchestra:
- Bob Magnuson - flute, clarinet, oboe, English horn
- Won Allen - flutes, clarinets
- Vinnie Cutro - trumpet, flugelhorn
- Bill Hughes - French horn
- Bobby Ferrel -  trombone
- Vinnie Cutro - violin
- Eddie Vanegas - violin
- Orlando Wells - viola
- Leonard Greenhauz - cello
- James Musto - percussion

Letras:
- Betty Thatcher salvo "Grandine Il Vento", "Symphony of Light" y "Island"